# Järnvägsolyckan i Moriac 1952
Järnvägsolyckan i Moriac inträffade klockan 19.50 den 12 april 1952 i Moriac i Victoria i Australien, då ett fjärrtåg från Warrnambool frontalkrockade med ett stillastående fjärrtåg från Geelong. En person omkom och ytterligare fyra skadades.

## Händelseförlopp
Klockan 19.47 ankom fjärrtåget från Geelong (som körde mot Warrnambool) till Moriac och kort därefter började det växla till ett annat spår för att kunna möta fjärrtåget från Warrnambool. Samtidigt som detta pågick närmade sig fjärrtåget från Warrnambool (som körde mot Melbourne) Moriac i 100 km/t. När fjärrtåget från Warrnambool var drygt 550 m ifrån det andra tåget insåg föraren att det skulle ske en kollision och anbringade nödbromsen 549 m ifrån kollisionspunkten. Trots detta så krockade tåget från Warrnambool med det stillastående tåget i 61 km/t. Detta skjuvade det stillastående loket och dess tender bakåt, in i en personvagn där den person som omkom befann sig.

## Orsak
Olyckan orsakades av att tåget från Warrnambool utan tillstånd passerade en signal som visade stopp. När tåget närmade sig signalen behövde lokföraren hjälpa sin eldare på den andra sidan av förarhytten, detta gjorde det svårare att se signalen. Samtidigt var det även rök i förarhytten.